# José Cremades Mellado
José Cremades Mellado (Elda, 1935) és un polític i industrial valencià.

## Trajectòria
És fill de José Cremades Vicedo, treballador del calçat assassinat el 1936 i en procés de beatificació. Militant d'Aliança Popular i després del Partit Popular (PP), a les eleccions municipals espanyoles de 1979 fou elegit regidor de l'ajuntament d'Elda, i a les eleccions generals espanyoles de 1982 fou escollit senador per la província d'Alacant. Fou membre de les comissions del Senat de Presidència del Govern i Interior, d'Indústria i Energia
Des de 2006 és president de l'Associació d'Ópera i Concerts d'Elda (Adoc) El 2012 fou nomenat secretari general de la secció del Partido Popular a Elda.